# Rantau Tipu
Rantau Tipu is een bestuurslaag in het regentschap Bungo van de provincie Jambi, Indonesië. Rantau Tipu telt 1517 inwoners (volkstelling 2010).